# Sayuri, strip-teaseuse
Pour plus de détails, voir Fiche technique et Distribution.
Sayuri, strip-teaseuse (一条さゆり 濡れた欲情, Ichijō Sayuri: Nureta yokujō) est un film japonais réalisé par Tatsumi Kumashiro, sorti en 1972.

## Synopsis
Dans un bar populaire d'Osaka, au Japon, la célèbre strip-teaseuse Sayuri Ichijo joue une scène dans son spectacle, alors que la jeune Harumi fait son apparition et décide de ne pas faire de cadeau à Sayuri, tentant de dépasser son niveau.

## Fiche technique
- Titre original : 一条さゆり 濡れた欲情 (Ichijō Sayuri: Nureta yokujō?)
- Titre français : Sayuri, strip-teaseuse
- Réalisation : Tatsumi Kumashiro
- Scénario : Tatsumi Kumashiro
- Photographie : Shinsaku Himeda (ja)
- Montage : Akira Suzuki (ja)
- Société de production : Nikkatsu
- Pays de production :  Japon
- Langue originale : japonais
- Genre : drame, film érotique, roman porno
- Durée : 69 minutes[1]
- Dates de sortie :
  - Japon : 7 octobre 1972[1]
  - France : 28 juin 2000[2]
- Classification : interdiction aux mineurs -16 ans[2]

## Distribution
- Sayuri Ichijō : elle-même
- Hiroko Isayama : Harumi
- Kazuko Shirakawa : Mari
- Gô Awazu : Daikichi
- Akira Takahashi : Isamu

## Distinctions

### Récompenses
- 1973 : prix Kinema Junpō du meilleur scénario pour Tatsumi Kumashiro (conjointement pour Shiroi yubi no tawamure) et prix de la meilleure actrice pour Hiroko Isayama (conjointement pour Shiroi yubi no tawamure)[3],[4]